# Élections en Syrie

## Sous l'Empire ottoman
Des élections pour le Parlement ottoman ont eu lieu en décembre 1876, décembre 1877, novembre 1908, 1912 et octobre-décembre 1919. Pour les quatre premières, des députés ont été élus dans les vilayets correspondant au territoire actuel de la Syrie, parmi lesquels le futur premier ministre syrien Farès al-Khoury (1877-1962), député chrétien de Damas en 1908.

## Après l'indépendance

### Régime parlementaire 1943-1949
Des élections parlementaires démocratiques se sont tenues en 1943 et le 15 novembre 1949 sous le système de sièges réservés pour les différentes communautés religieuses,,.

### Régime parlementaire 1954-1958
Des élections parlementaires démocratiques se sont tenues en septembre 1954 et en mai 1957 (élections partielles).
Résultats des élections de 1954: sur 142 députés, Parti populaire 30, Baas 22, Parti national 19, Parti populaire syrien 2, Parti socialiste coopératif 2, Mouvement de libération arabe 2, Parti communiste syrien 1, indépendants 64.

### Régime parlementaire 1961-1963
Des élections parlementaires démocratiques se sont tenues le 1er décembre 1961

### Dictature baassiste 1963-2024
Après le coup d'État de 1963, le Baas est devenu parti unique en Syrie. Toutefois, des petits partis ont été autorisés à partir de 1972 à condition qu'ils reconnaissent la prédominance du Baas et qu'ils se regroupent sous sa houlette au sein du Front national progressiste, sur les modèles est-allemand et polonais de l'époque. Des élections parlementaires aux résultats connus d'avance (le FNP dispose de 167 sièges garantis sur 250, dont 135 pour le Baas) ont été organisées en 1973, 1977, 1981, 1986, 1990, 1994, 1998 et 2003.
Le 30 novembre 1998, sur 250 sièges, le FNP en a obtenu 167 dont 135 pour le Baas et 32 pour les autres partis: 8 pour le Parti communiste syrien, 7 pour l'Union socialiste arabe, 7 pour le Parti d'unité socialiste, 6 pour le Mouvement socialiste arabe, 4 pour le Parti socialiste unioniste démocratique; 83 indépendants ont par ailleurs été élus.
Le 5 mars 2003 ces élections ont à nouveau amené au Conseil du peuple, le parlement syrien, 167 députés du FNP, dont 135 baassistes et 32 représentants des 7 autres partis du FNP, plus 83 "sans-partis", sur un total de 250 députés.
Les dernières élections législatives ont eu lieu le 22 avril 2007.

### Constitution pluraliste de 2012
L'élection présidentielle du 3 juin 2014, organisée pendant la guerre civile, est régie par le nouveau Code électoral. Pour être candidat, il faut
1. être de nationalité syrienne et, si l'on est marié, l'être à un ressortissant syrien ;
2. avoir un casier judiciaire vierge ;
3. vivre en Syrie depuis au moins 10 ans ;
4. être de religion musulmane ;
5. obtenir le soutien d'au moins 35 parlementaires (le parlement compte 250 membres, dont seulement 82 dans l'opposition).

Elle oppose trois candidats (sur 24 candidats déclarés, les autres n'ayant pas été validées) : Maher el-Hajjar (communiste, sunnite), Hassan el-Nouri (libéral, sunnite), Bachar el-Assad (baassiste, alaouite). Outre Assad, les 2 autres candidats sont considérés comme de parfaits inconnus ayant surtout servi de faire-valoir au président en place, Elles ne sont pas reconnues par les 11 États membres du groupe de Londres (anciennement dénommé "Amis de la Syrie") et sont dénoncées par les opposants. Le nouveau code électoral accorde à chaque candidat plusieurs heures de propagande électorale et leur donne les moyens financiers pour tenir des meetings et apposer des affiches. En outre, il précise qu'en situation de guerre, les candidats ont droit à une sécurité rapprochée, s'ils le demandent.